# Boris Godunov (kịch)
Boris Godunov (tiếng Nga: Борис Годунов), hay Câu chuyện bi tráng, tấn hài kịch về nỗi thống khổ của xứ Muscovy, của Sa hoàng Boris, và của Grishka Otrepyev (tiếng Nga: Драматическая повесть, Комедия o настоящей беде Московскому государству, o царе Борисе и о Гришке Отрепьеве) là một vở bi kịch lịch sử của A.S.Pushkin, được viết năm 1825 khi nhà thơ bị quản thúc ở trại ấp Mikhailovskoye.

## Ảnh hưởng
Năm 1869, nhạc sĩ Modest Mussorgsky đã chuyển thể tác phẩm này thành một vở opera cùng tên.
Trong sự nghiệp sáng tác của mình, nhà văn Aleksey Konstantinovich Tolstoy đã cố gắng tiếp thu một số quan điểm nghệ thuật của Pushkin trong Boris Godunov để xây dựng nên bộ ba bi kịch lịch sử: Cái chết của Ivan Hung đế (1865), Sa hoàng Fyodor Ivanovich (1868), Sa hoàng Boris (1870).

## Chuyển thể
- Boris Godunov (phim, 1954)
- Boris Godunov. Những bối cảnh từ tấn bi kịch (phim truyền hình, 1970)
- Boris Godunov (phim, 1986)
- Boris Godunov (phim, 2012)

## Xem thêm

Trang bìa tập kịch Boris Godunov - xuất bản tại Sankt-Peterburg (1831)